# ヴァレリー・ディミトロフ
ヴァレリー・ディミトロフ（ブルガリア語:Валери Димитров / Valeri Dimitrov、1981年10月24日 - ）は、ブルガリア・プロヴディフ出身の空手家（新極真会空手五段）である。身長184cm、体重82kg。全世界空手道連盟新極真会ブルガリア支部長。
ブルガリアの神童、新極真会史上最強の外国人選手とも言われ、「ヴァレリー キック」と称される下段の蹴りは、彼の得意技のひとつであり、彼の代名詞として知られる。

## 概要
1999年のブルガリア選手権で準優勝を果たし、翌年にブルガリア選手権を初制覇。2001年にはヨーロッパ選手権で優勝を果たした。2005年に開催された第3回全世界ウエイト制大会でアレクセイ・レオノフを下して初の世界タイトルを獲得した。
全世界ウエイト制大会を３回、全ヨーロッパ大会を２２回優勝した。

## 実績
- 全世界空手道選手権大会
  - 第8回全世界空手道選手権大会 第4位
  - 第9回全世界空手道選手権大会 第3位
  - 第10回全世界空手道選手権大会 ベスト１６
  - 第11回全世界空手道選手権大会 ベスト１６
  - 第12回全世界空手道選手権大会 第4位
  - 第13回全世界空手道選手権大会 準優勝[4]

- 全世界ウエイト制大会
  - 第3回全世界ウエイト制大会 中量級 優勝
  - 第4回全世界ウエイト制大会 重量級 優勝
  - 第5回全世界ウエイト制大会 重量級 優勝
  - 第7回全世界ウエイト制大会 軽重量級 3位[5]

- 全ヨーロッパ大会
  - 2001年全ヨーロッパ空手道選手権大会 中量級 優勝
  - 2003年全ヨーロッパ空手道選手権大会 中量級 準優勝
  - 2005年全ヨーロッパ空手道選手権大会 軽重量級 優勝
  - 2006年全ヨーロッパ空手道選手権大会 軽重量級 優勝
  - 2007年全ヨーロッパ空手道選手権大会 軽重量級 優勝
  - 2008年全ヨーロッパ空手道選手権大会 軽重量級 優勝
  - 2009年全ヨーロッパ空手道選手権大会 軽重量級 優勝
  - 2010年全ヨーロッパ空手道選手権大会 軽重量級 優勝
  - 2011年全ヨーロッパ空手道選手権大会 軽重量級 優勝
  - 2012年全ヨーロッパ空手道選手権大会 軽重量級 優勝
  - 2013年全ヨーロッパ空手道選手権大会 軽重量級 優勝
  - 2014年全ヨーロッパ空手道選手権大会 軽重量級 優勝
  - 2015年全ヨーロッパ空手道選手権大会 重量級 優勝
  - 2016年全ヨーロッパ空手道選手権大会 重量級 優勝
  - 2017年全ヨーロッパ空手道選手権大会 重量級 第3位
  - 2019年全ヨーロッパ空手道選手権大会 軽重量級 優勝[6]
  - 2021年全ヨーロッパ空手道選手権大会 軽重量級 優勝
  - 2022年全ヨーロッパ空手道選手権大会 中量級 優勝
  - 2023年全ヨーロッパ空手道選手権大会 中量級 優勝[7][8]